# Vickers A1E1 Independent
Vickers A1E1 Independent (slovensko Vickers A1E1 Neodvisen) je bil britanski tank. Narejen je bil le en prototip, ki pa je zelo vplival na razvoj tankov po svetu. Britanci so z njim poskušali narediti tank, ki bi bil neodvisen od ostalih rodov vojske, zato so ga poimenovali Independent.

## Zgodovina
Vickers A1E1 Independent je imel kratko zgodovino, a je zelo pomembno vplival na razvoj tankov. Edini primerek tega tanka je bil narejen leta 1926. Ta tank je imel več kupol, ki so bile narejene tako, da so zagotavljale samostojnost od ostalih rodov vojske. Takšne ideje so kasneje padle v vode, zato so tudi razvoj tega tanka opustili. Prototip se je ohranil vse do danes. Nahaja se v tankovskem muzeju v Bovingtonu.
Po zgledu tanka Vickers A1E1 Independent so bili narejeni tudi sovjetski tanki T-35, T-100 in T-28, nemški tank Neubaufahrzeug in britanska tanka Cruiser Mk I in Medium Mark III.